# Fivlereds församling
Fivlereds församling var en församling i Skara stift och i Falköpings kommun. Församlingen uppgick 1998 i Åsarps församling. 

## Administrativ historik
Församlingen har medeltida ursprung. 
Församlingen var till 1962 annexförsamling i pastoratet Böne, Knätte, Liared, Fivlered och Kölingared som till åtminstone kring 1550 även omfattade Ingareds och Igelsreds församlingar. Från 1962 till 1992 var församlingen annexförsamling i pastoratet Norra Åsarp, Smula, Solberga och Fivlered som till 1983 även omfattade Kölaby och Kölingareds församlingar. Från 1992 till 1998 var den annexförsamling i pastoratet Åsarp-Smula, Solberga och Fivlered. Församlingen uppgick 1998 i Åsarps församling.

## Kyrkor
- Fivlereds kyrka